# Лонг-Нек (Делавер)
Лонг-Нек (англ. Long Neck) — переписна місцевість (CDP) в окрузі Сассекс штату Делавер США. Населення — 3017 осіб (2020).

## Географія
Лонг-Нек розташований за координатами 38°37′37″ пн. ш. 75°9′5″ зх. д. / 38.62694° пн. ш. 75.15139° зх. д. (38.627016, -75.151461).  За даними Бюро перепису населення США в 2010 році переписна місцевість мала площу 6,74 км², з яких 6,69 км² — суходіл та 0,05 км² — водойми.

## Демографія
Згідно з переписом 2010 року, у переписній місцевості мешкало 1980 осіб у 1018 домогосподарствах у складі 618 родин. Густота населення становила 294 особи/км².  Було 2313 помешкання (343/км²).
Расовий склад населення:
| - 95,5 % — білих - 2,1 % — чорних або афроамериканців - 0,4 % — азіатів - 0,3 % — корінних американців - 1,5 % — осіб інших рас |

Частка іспаномовних становила 2,4 % від усіх жителів.
За віковим діапазоном населення розподілялося таким чином: 8,4 % — особи молодші 18 років, 49,9 % — особи у віці 18—64 років, 41,7 % — особи у віці 65 років та старші. Медіана віку мешканця становила 62,3 року. На 100 осіб жіночої статі у переписній місцевості припадало 87,0 чоловіків;  на 100 жінок у віці від 18 років та старших — 86,7 чоловіків також старших 18 років.
Середній дохід на одне домашнє господарство  становив 49 865 доларів США (медіана — 43 723), а середній дохід на одну сім'ю — 61 980 доларів (медіана — 59 803). Медіана доходів становила 46 164 долари для чоловіків та 31 161 долар для жінок. За межею бідності перебувало 7,0 % осіб, у тому числі 4,9 % дітей у віці до 18 років та 4,7 % осіб у віці 65 років та старших.
Цивільне працевлаштоване населення становило 875 осіб. Основні галузі зайнятості: роздрібна торгівля — 23,9 %, освіта, охорона здоров'я та соціальна допомога — 23,3 %, науковці, спеціалісти, менеджери — 15,4 %, мистецтво, розваги та відпочинок — 13,7 %.